# オーシャンハンター
『オーシャンハンター』（The Ocean Hunter）は、セガ・エンタープライゼスが1998年に発売したアーケードゲーム。開発は、同社のAM第1研究開発部。

## 概要
プレイヤーはダイバー（1Pがトレル、2Pがクルスという名前）となり、「ショックガン」と呼ばれる水中銃を使用し、7つの海洋に棲む怪物を倒していくガンシューティングゲーム。人々を頻繁に襲い、恐怖におとしめていることから、怪物にはそれぞれ懸賞金がかけられており、これらを得る事が目的となっている。
銃は5連装となっているが、リロードする必要はなく、自動的に行われる。また、水中がメインであることから、着弾までには若干のタイムラグが発生する仕様になっているため、直接狙うというよりも、相手の動きを予測して撃つようになる。また、同様に懸賞金を得ようとする他のダイバーたちもいる。途中、サメなどに襲われているダイバーを救出するとライフがもらえたり（ライフが満杯の場合は得点。ライフの最大値は設定により異なる）、分岐に関わったりする。また、ステージ中に置いてある宝箱を撃つと得点になる。
敵の攻撃を受けたり、ダイバーを誤射する度にライフが１つずつ減り、0になるとゲームオーバーとなる。
筐体はスタンダードとデラックスの2種類ある。大型であるデラックス筐体の場合、座りながらプレイすることになり、弾を撃つとコントローラーが反応する「VR反動システム」を内蔵している。また、海外版ではスーパーデラックス筐体があり、大型の筐体の中に入って暗い環境でプレイすることができる。

## ステージ紹介
敵の中には、現実ではまず人を襲わない種もいるが、作中では例外なく等しく凶暴な者ばかりとなっている。作中に登場するボスたちは、いずれも水にまつわる神話・伝承に出てくる存在が名前の由来となっている。各ステージの大ボスにあたる懸賞金付きたちは、毎度ステージ開始時に手配書が表示される。手配書を良く見てみると、金額と外見を大まかに表現した絵の他にも、懸賞金がかけられる理由となった悪行の数々も記載されていることが確認できる。また、大ボスたちは遭遇時（ボス戦開始時）に名前と一緒に学名も表示される。

### バロック海域
地図では太平洋付近の設定。オープニングでサメに襲われていたダイバーから、クラーケンは沈没船に潜んでいる事を聞く。サメの他にも、ウミヘビやバラクーダが生息している。
中ボス
ホワイト・デス（White Death）
ホオジロザメ。白い死神という名前の指し示す通り、凶暴でダイバーの一人を襲っていた。ダイバーを救出できたかどうかで、ルートが分岐する。ダイバーの救助に成功するとライフアップ。しかし、ダイバーが殺されるまでの時間が極端に短く、どれだけ撃っても怯むことなく突進するため、救助の難易度は高い。ダイバーが生きている間に体力を半分以下に減らすと、襲うのをやめてプレイヤーに向かってくる。
シードラゴン（Sea Dragon）
ウミイグアナ。ホワイト・デスに襲われているダイバーを救出した場合にのみ、沈没船に突入する前に襲いかかってくる。攻撃は噛みつきのみ。先述のダイバー救助に失敗した場合、泳ぐ姿だけは見る事ができるが、倒すことはできない。なお、シードラゴンは実在するが、別の種類である。
シーサーペント（Sea serpent）
沈没船の中で現れた巨大な海蛇。実際の海蛇より大きく、色も黒白の縞である。見た目はクロガシラウミヘビに似る。攻撃パターンは普通の海蛇と変わらない。攻撃までの時間は長く、攻撃モーションまでの静止状態も比較的長い。当たり判定も比較的大きいため、強敵揃いである本作のボス群の中ではかなり弱い部類である。ただし、死体にも弾の当たり判定があるため、直後に出現するバラクーダが撃てず、ダメージを受けることがある。名前の由来は海洋で目撃される未確認生物(UMA)のシーサーペント。
ボス
クラーケン（Kraken）
5000Gの懸賞金がかけられている巨大なミズダコ。序盤は足で叩きつけて攻撃する。足は撃って攻撃を阻止することができ、なおかつダメージも与えられる。体力が減るとプレイヤーを足で捕縛してくる。弱点は目だが、撃つのが遅れると、そのまま岩盤に叩きつけられてダメージを受けてしまう。
手配書によると、合計4隻の船を襲撃して185人の人間の命を奪っている。
オープニングでは、船を触手で叩き折るシーンが描かれている。なお、このボスのみ室内（沈没船の内部）で戦うこととなる。
名前の由来は、北欧神話に登場する巨大な海の怪物（タコやイカなどといわれる）。

### ルーン海域
地図ではインド洋あたりの設定。作中で描写されているのは元陸地だった箇所らしく、途中から海底遺跡へと戦場がシフトする。リヴァイアサンは遺跡の中に潜んでいる。イタチザメ（サバブカ）ではなく、シュモクザメが大量に生息している。また、海底遺跡には、アカエイも生息しており、突如砂底から現れて襲いかかってくる。
中ボス
ハイドラ（Hydra）
3体現れるニセゴイシウツボ。プレイヤーにフォーメーション攻撃を仕掛ける。3体全て倒さないと先に進めない。
名前の由来は、ギリシャ神話に登場する9つの首をもつ大蛇・ヒュドラーの英語読みである。
ボス
リヴァイアサン（Leviathan）
8000Gの懸賞金がかけられているメガロドン（歯並びはシロワニ）。主に噛み付きで攻撃するが、普通のサメが妨害を仕掛けてくることもある。体力が少なくなると、背後から奇襲を仕掛けてくる。弱点は喉の奥（眼にも当り判定あり）。
手配書によると、合計11隻の船を襲撃して364人の人間の命を奪っている。
オープニングでは、船を食い千切るシーンが描かれている。
名前の由来は、聖書『ヨブ記』にて世界最大とされる海の怪物。

### タルタロス海淵
地図では大西洋・バミューダ海域あたりの設定。深度のせいか深海魚が数多く生息し、加えて暗いため遠くを見ることができない。作中では海底鉱山にもなっており、カリュブディスはそこの深部に潜んでいる。
中ボス
スキュラ（Scylla）
緑色に発光するホタルイカ。現実の種類よりも遥かに巨大である。序盤は足による攻撃を仕掛けてくる。足は撃ち返すことができ、ダメージも与えられる。弱点は目。撃った傷は緑色に発光する。体力を一定以上減らすと、奥に移動し、捨て身の突進を敢行してくる。突進は阻止することができないため、止めを刺せなかった場合は確実にダメージを受けることになる。
名前の由来は、ギリシャ神話にてメッシーナ海峡にいるとされている、下半身に犬の首を6本持つ美しい女性の怪物。
ナーガ（Nāga）
リュウグウノツカイ。攻撃は噛みつきのみで、どこを撃っても有効なダメージを与えられる。現実の種よりはるかに巨大である上、身体中が赤く不気味に発光している。討伐すると身体中の発光も消滅する。
名前の由来は、インド神話の人頭蛇身の蛇神。
ボス
カリュブディス（Charybdis）
10000Gの懸賞金がかけられている巨大なクロアンコウ。口の中から深海魚を出すが、ある程度ダメージを与えると、吸い込みによる攻撃を行う。弱点は、クロアンコウの特徴である光る触角（誘引突起）。目を撃つと深海魚攻撃を阻止できる上、若干のダメージを与えられる。
手配書によると、潜水艦を襲撃したり、深海の事業団体を壊滅に追い込んでいる。
名前の由来は、ギリシャ神話にてメッシーナ海峡にいる、渦を起こし獲物を飲み込む怪物。
オープニングでは、散策またはカリュブディスを狩りに来たらしいダイバーの前に突然現れ、ダイバー達を一飲みにするシーンがある。

### テスココ大湖
地図では南米辺りに表示されるが、テスココ湖は数百年前までメキシコに実在した湖である。海ではなく淡水の湖なので、サメの代わりにピラニアが襲ってくる。後半にはガーパイクも登場する。序盤は濁っていて遠くが見渡せず、背景がほぼ一色となっている。所々に人骨が浮かび、多くの人がそのピラニアの餌食になった事を実感させる（実際、アーウィーソウトル討伐のために来た別のハンターを助けるシーンで救出に失敗すると、ハンターがピラニアに食い殺されてあっと言う間に骨だけになるが、その骨に弾を打ち込むと何故か水面に浮上する描写がある）。このステージだけ、中ボスがいない。その代わりに敵（主にピラニア）の数が膨大で、複雑なステージとなっている。この湖も元陸地だった箇所があったのか、湖底には遺跡が広がっており、一部の大型建造物の頭頂部のみが水面から出ている。
ボス
アーウィーソウトル（Ahuizotl）
12000Gの懸賞金がかけられているエラスモサウルス。攻撃は噛みつきのみだが、動きが素早いため、阻止するのが困難。胴体を撃っても僅かながらダメージを与えられる。水中戦を経て陸上で戦うことになる唯一のステージボスで、体力を減らすと、プレイヤーは自動的に陸上へ上がり、弱点の頭を水面から出てくる瞬間に狙い撃ちすることになる。
手配書によると、二つの町を襲撃し、その際にこのステージに出てくるハンターの父親を含めて18人の人間を殺害している（そのうち、6人を捕食）。
名前の由来は、アステカ神話の食人の怪物から。

### 北海
地図では北極海の設定。冒頭のムービーで、低温に耐えられるのは15分が限度だということが分かる。カルキノスの犠牲になったと思しきクジラの死体を食い破って襲ってくるウナギ（ヤツメウナギ若しくはヌタウナギと思われる）や、無数に漂うクラゲが襲ってくる。水温のせいか、サメは登場しない。
中ボス
メデューサ（Medusa）
巨大なクラゲ。デザイン的にはアカクラゲに似ており、小さなクラゲの群れと共に現れる。攻撃は突進のみだが、無数のクラゲの執拗な援護により、集中攻撃がしづらい。触手部分を攻撃してもダメージにはならないため、傘を攻撃する必要がある。倒すと、無数のクラゲ達も一緒に消滅する。
名前の由来は、ギリシャ神話に登場する、頭髪は無数の蛇で、自身の姿を見たものを石化させる怪物。
ボス
カルキノス（Karkinos）
15000Gの懸賞金がかけられている、巨大なタカアシガニ。ハサミで殴りつけたり、足での踏み潰し攻撃を仕掛ける。体力が少なくなるとハサミで掴み、プレイヤーに喰らいつく攻撃を行う。弱点は目。攻撃において、「足の踏み潰し」はダメージまでのタイムラグが非常に短く、また、複数（最低4つ）のポインターが現れるため、非常にダメージを受けやすい攻撃である。
手配書によると、クジラの怪死事件を引き起こしており、その原因を調査しに来た15人のダイバーを殺害している。
オープニングでは船を、手配書ではクジラを鋏む姿を描いた絵画で登場する。
独特な響きとアルファベット表記が印象的なその名前は、ギリシャ神話にてヘラクレスとヒュドラの決戦に召還され、その後捨て身の努力を評価され蟹座に昇格した巨大蟹の本名が由来である。

### 西方大海
地図では南大西洋あたりの設定。現在のサメも一応生息しているが、なぜかダンクルオステウスやモササウルス、ウミサソリ、ミドガルズオルムの体内にはアノマロカリスや、三葉虫、オパビニアといった、現実世界では死滅しているはずの古代生物が多数出現する（そもそも、ステージで最初に攻撃を仕掛けてくるのが、あろうことか二匹のモササウルスである）。多数の古代生物に加えて、その全てが捕食者のため、生態系はかなり狂っており、異常海域と化している。なお、後者は、ボス戦においてミドガルズオルムの攻撃代行という役割も持つ。
中ボス
バシロサウルス（Basilosaurus）
古代生物ラッシュの極めつけとばかりに現れる、このゲーム唯一の海生哺乳類。クジラの先祖とされる。身体をくねらせる独特な泳ぎ方をする。攻撃は噛みつきのみで、どこを撃っても有効なダメージを与えられる。討伐すると、プレイヤーと同時にミドガルズオルムに飲み込まれてしまい、体内に生息していたアノマロカリスの群れに無惨に貪り喰われていた。
ボス
ミドガルズオルム（Midgarsorm）
18000Gの懸賞金がかけられている、とてつもなく巨大な怪物。登場時にプレイヤーを飲み込んでしまうため、他のステージボスとは違い、直接戦うことができない。そのため、体内にある心臓を攻撃することになる(心臓の場所は体内に生き残っていたダイバーが教えてくれる)。心臓は一切攻撃してこないが、前述の三葉虫等が襲い掛かり、四方八方に散らばるため、体力が減りやすい戦いになる。また、心臓部位はその敵に取り囲まれるかたちでいるので、攻撃が敵にあたり、心臓に直接ダメージが加わることがない場合がある。この海域では救出イベントが起きないが、ミドガルズオルムの体内から脱出する際に2Pプレイヤーが前述のダイバーを引っ張り浮上する描写が描かれている
手配書によると、大多数の船の謎の失踪事件を引き起こしており、これまでに1000隻以上の船や潜水艦などを飲み込んだと言われている。（実際にミドガルズオルムに飲み込まれた船の墓場が体内に存在する。）
OPでは、船を飲み込む姿の絵画が描かれている。
名前の由来は、北欧神話のロキの息子であり、世界を取り巻く巨大蛇。

### パンタラサ
最終ステージ。地図では地中海あたりの設定。人々からは魔の海域として恐れられており、登場する生物も全て中ボス級の怪物ばかりである。また、雑魚敵とダイバーは一切登場しない。パンタラサの名前は、はるか昔、七大陸形成以前における唯一の海洋の呼称が由来である。
中ボス
ケルベロス（Kerberos）
ステージ開始早々、3体現れるホオジロザメ。巧みなフォーメーション攻撃を仕掛けてくる。ホワイト・デスの強化版で、3体全て倒さないと先に進めない。
名前の由来は、ギリシア神話に登場する、3つの頭を持つ冥界の番犬。
海坊主（Umi-Bozu）
保護色によって隠れるタコ。スキュラの強化版。スキュラと同じく、触手で攻撃するほか、保護色で姿を隠しながら泳ぐ頭脳的な戦法も取る。ただし、完全に姿を消すことはできないようで、注意して見れば何処にいるかは特定可能。体力を減らすと、奥に移動して突進を仕掛けてくるが、スキュラとは違い、撃ち続けると阻止できる。怪物の中で唯一、日本の民話に由来しており、名前は船幽霊と双璧をなす代表的な海の妖怪から来ている。傷はスキュラ同様発光する。
ブラックドラゴン（Black Dragon）
神殿の前で石像のフリをしていた、黒いウミイグアナ。シードラゴンの強化版。プレイヤーが振り向いた瞬間、突然襲いかかってくる。攻撃は噛みつきのみ。石段の上にいるが別にガーゴイルではない。尚､現れて直ぐ､傍に2つの宝箱が有る。最初に視界に入った時「嫌な予感がする･･･」とプレイヤーは呟いており、実際動き出すと「やっぱり来た!!」と嘆く。
ヴリドラ&カイドラ（Vridra & Kāliya）
神殿の中で現れた2匹のリュウグウノツカイ。ナーガの強化版。青と黄のタッグとなり、フォーメーション攻撃を仕掛けてくる。攻撃は双方共に噛みつきのみで、どこを撃っても有効なダメージを与えられるが、両方倒さないと先に進めない。
ヴリドラは、インド神話で旱魃を起こす悪龍「ヴリトラ」から来ている。カイドラは、インドにおける蛇神の諸王の一つ「カーリヤ」からのもの。
ボス
ラハブ（Rahab）
20000Gの懸賞金がかけられている。真っ黒な巨人の様な姿で、四つん這いで戦う形態『ダゴン』、2足歩行で気泡と矛を使う形態『ポセイドン』を経て、真の姿を現す。オープニングでは、ポセイドン状態の絵画として登場する。
手配書には「魚のような姿をした巨人」という目撃証言しか書かれておらず、詳しい詳細は不明とされている。
真の姿は、額に第三の目を持つ禍々しい人魚を彷彿させる外見をしている。弱点は額の目。終盤で舌でプレイヤーを捕獲し丸飲みにしようとする。攻撃までの時間が1 - 3秒とかなり短く、すぐライフを0にされてしまうことが多い。3回額の目を撃てば倒せる。
ダゴンははクトゥルフ神話における魚の頭を持つ海の神、ポセイドンはギリシャ神話における海神、ラハブはバビロニア神話に登場するティアマットが生み出した海の怪物から来ている。
混沌に還す海の神として語り継がれている。また、ミドガルズオルム以外の懸賞金付きは全てこの怪物が創造した。その目的は、水圏の環境破壊に走る人類への制裁であったとされる。